# 法蘭斯高·查維亞·洛迪古斯
法蘭斯高·查維亞·洛迪古斯·比尼度（西班牙語：Francisco Javier Rodríguez Pinedo，1981年10月20日—），綽號「馬沙」（Maza），是一名墨西哥足球運動員，司職中堅，效力墨西哥球會普埃布拉自治大学。

## 生涯

### 球會
瓜達拉哈拉
馬薩在瓜達拉哈拉開始了他的職業生涯，在2002年首次亮相春季聯賽。他是墨西哥2004年奧運會足球隊的一分子，在分組賽A組排第三，低於前兩名馬里和韓國出局。2006年4月2日，他被主教練召入國家隊出席2006年世界杯。馬薩僅上陣一場，該仗是對陣葡萄牙。
2006年，他助瓜達拉哈拉2-1贏了對陣托盧卡的最後一場比賽，幫助球隊贏得他們第11次墨西哥足球甲級聯賽冠軍。
PSV燕豪芬
2008年5月9日，洛迪古斯以180萬美元加盟PSV燕豪芬，與球會簽下3年合同，於3個球季在荷甲60次上陣，攻入4球。
史特加
2011年7月14日馬薩轉投德甲球會史特加，簽約三年。

### 國家隊
國際賽入球
| 國際賽入球 | 國際賽入球   | 國際賽入球                     | 國際賽入球 | 國際賽入球 | 國際賽入球 | 國際賽入球     |
| #          | 日期         | 地點                           | 對手       | 結果       | 入球       | 性質           |
| ---------- | ------------ | ------------------------------ | ---------- | ---------- | ---------- | -------------- |
| 1.         | 2005年7月8日 | 美国加利福尼亞州家得宝中心球场 | 南非       | 1–2        | 1–2        | 2005年美洲金盃 |

## 榮譽

### 球會
瓜達拉哈拉
- 墨西哥足球甲級聯賽冠軍：2006春季聯賽；

PSV燕豪芬
- 告魯夫盾冠軍：2008年；

## 外部連結
- Francisco Rodríguez Article (In Spanish)